# Hepatectomia

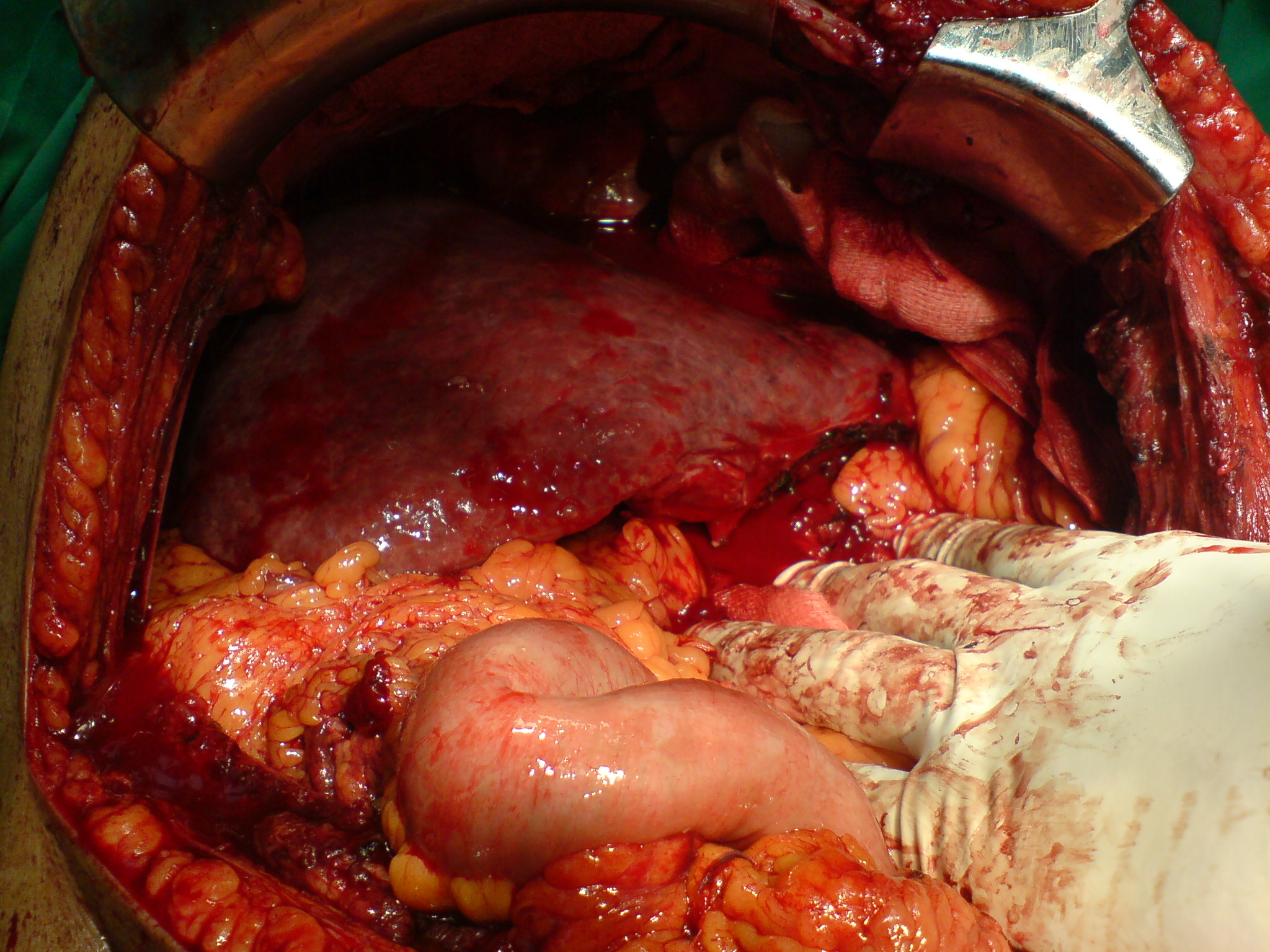
Vista da incisão subcostal direita após ressecção do lóbulo esquerdo para remover tumor hepático.

Hepatectomia (do grego antigo hepar, fígado e -ektomē, remoção) é a ressecção cirúrgica (remoção de parte ou todo) do fígado. Tanto a remoção do fígado do doador, como a remoção do fígado do receptor em um transplante de fígado são hepatectomias.
Se apenas um lóbulo do fígado é removido, pode ser chamada de lobectomia hepática, e se apenas um segmento é removido, pode ser chamada de segmentectomia. Essas hepatectomias parciais podem ser realizados para remover uma parte de um fígado de um doador vivo para transplante.
Uma análise de 2313 hepatectomias em 2009 revelou uma taxa de mortalidade de 2,5% e uma taxa de complicações de 19,6% no pós-operatório.

## História
As primeiras hepatectomias foram relatados pelo cirurgião japonês Ichio Honjo (1913–1987) da Universidade de Quioto, em 1949, e pelo cirurgião francês Dr. Jean-Louis Lortat-Jacob (1908–1992), em 1952. neste último caso, a paciente de 58 anos era uma mulher diagnosticada com câncer colorretal que tinha metástase para o fígado.

## Indicações

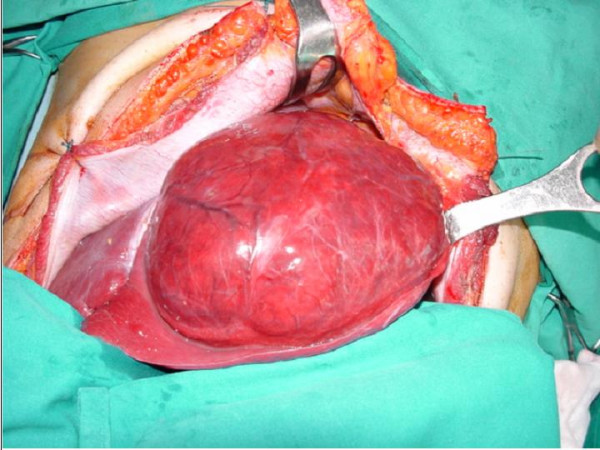
Hepatectomia parcial para remover de um adenoma hepatocelular gigante do lóbulo esquerdo do fígado.

A maioria das hepatectomias são realizadas para o tratamento de neoplasias hepáticas, benignas ou malignas.
As neoplasias benignas incluem adenoma hepatocelular, hemangioma e hiperplasia nodular focal. As neoplasias malignas (câncer) do fígado geralmente são metástases, principalmente de câncer de pulmão ou de câncer colorretal. A neoplasia maligna primária do fígado mais comum é o carcinoma hepatocelular.
A hepatectomia também pode ser a última opção no tratamento de cálculos biliares intra-hepáticos, cirrose e quistos parasitários.

## Técnica
A hepatectomia é considerada uma cirurgia importante feita sob anestesia geral. O acesso é feito por laparotomia, normalmente por uma incisão subcostal bilateral ("incisão de chevron") ou com incisão na linha média (incisão de Calne ou "Mercedes-Benz"). Uma abordagem anterior, com cirurgião entre as pernas do paciente (posição de Lloyd-Davies), é uma das mais inovadoras, facilitada pela manobra de suspensão do fígado.
Hepatectomias pode ser anatômica, isto é, as linhas de ressecção coincidir com os limites de um ou mais segmentos funcionais do fígado, como definido pela classificação de Couinaud; ou podem ser não-anatômicas, irregular ou "em cunha". Ressecções anatômicas são geralmente preferidas devido ao menor risco de sangramento e fístula biliar; no entanto, as ressecções não-anatômicas preservam uma maior parte do fígado.
A manobra de Pringle (obstrução do fluxo sanguíneo em intervalos de 10-15 minutos com 5 minutos de reperfusão por no máximo 120 minutos) é normalmente realizada durante uma hepatectomia para minimizar a perda de sangue, no entanto, isto pode levar a uma lesão de reperfusão no fígado devido à isquemia.
Em centros especializados pode-se fazer a hepatectomia laparoscópica, minimamente invasiva, auxiliado por uma ecografia intraoperatória. A porção do fígado pode ser removida com uma endobag por uma laparotomia prévia ou ampliando uma das entradas.

## Complicações
Hemorragia é a complicação técnica mais temida e pode ser motivo de urgência de reoperação. Fístula biliar também é uma complicação possível, embora mais passíveis de tratamento não-cirúrgico. Complicações pulmonares, tais como atelectasia e derrame pleural são comuns e perigosos em pacientes com doença pulmonar prévia. A infecção é relativamente rara.

## Resultados
Hepatectomia é relativamente segura quando realizada por cirurgiões experientes, com adequada tecnológica e apoio institucional. Há uma marcada tendência para melhores resultados em centros especializados em transplante de órgãos. A sobrevivência em 5 anos de pacientes cirróticos é de 60%  e a de pacientes com hepatocarcinoma de 60-80% em tumores precoces e 30-50% em tumores avançados.
Para melhores resultados, o tratamento prévio do câncer com quimioterapia ou terapia biológica deve ser considerado. Antes da cirurgia, agentes citotóxicos, como administrado sistemicamente para metástase colorretal, ou quimioembolização para o carcinoma hepatocelular pode diminuir significativamente o tamanho do tumor em massa, facilitando ressecções de um menor segmento ou em cunha do fígado. Estes procedimentos também podem ser auxiliada pela aplicação de grampos (clamping) para minimizar a perda de sangue.